# Pogonoscorpius sechellensis
Pogonoscorpius sechellensis är en fiskart som beskrevs av Regan, 1908. Pogonoscorpius sechellensis ingår i släktet Pogonoscorpius och familjen Scorpaenidae. Inga underarter finns listade i Catalogue of Life.